# Nesslau-Krummenau
Nesslau-Krummenau foi uma comuna da Suíça, no Cantão São Galo, com cerca de 3.484 habitantes. Estendia-se por uma área de 80,63 km², de densidade populacional de 43 hab/km². Confinava com as seguintes comunas: Alt Sankt Johann, Amden, Ebnat-Kappel, Hemberg, Hundwil (AR), Schänis, Stein, Urnäsch (AR), Wildhaus.
A língua oficial nesta comuna era o Alemão.

## História
Em 1 de janeiro de 2013, passou a formar parte da nova comuna de Nesslau.